# Marzena Najmowicz
Marzena Najmowicz (ur. 25 kwietnia 1969 w Olsztynie) – polska koszykarka grająca na pozycji skrzydłowej/środkowej, reprezentantka kraju.

## Życiorys
Marzena Najmowicz karierę sportową zaczynała w zespole Stomilu Olsztyn, z którego w 1988 przeszła do ekstraklasowego zespołu Olimpii Poznań. Szybko wkomponowała się w zespół i przez kolejne 7 lat była jego główną postacią. Z zespołem w tym czasie zdobyła 7 medali Mistrzostw Polski - 2 złote (1992/93, 1993/94), 1 srebrny (1994/95) i 4 brązowe (1988/89, 1989/90, 1990/91, 1991/92). W 1992 roku poszła na urlop macierzyński. Po powrocie była uczestniczką największych sukcesów Olimpii - finału pucharu im. Liliany Ronchetti w 1993 roku oraz trzeciego miejsca w Final Four Pucharu Europy rok później. W 1995 roku przeniosła się na dwa lata do Warty Gdynia, z którą zdobyła złoty i srebrny medal Mistrzostw Polski oraz grała w europejskich pucharach. Później przez jeden sezon występowała w Pabianicach. Od 1998 roku grała dla Ślęzy Wrocław, a zwieńczeniem udanych występów był brązowy medal zdobyty w 2001 roku. Po sezonie zawodniczka jednak nie doszła do porozumienia z klubem i kontraktu nie przedłużyła. Skorzystała wówczas z oferty Quaya Poznań, z którym związała się na dwa lata. Po odejściu z Poznania nosiła się z zakończeniem kariery, lecz w styczniu 2004 roku wróciła na parkiety - zasiliła szeregi pierwszoligowej drużyny Tęczy Leszno. Grała w Lesznie przez 3 sezony. Gdy w 2006 roku Tęcza Leszno wywalczyła awans do ekstraklasy, Najmowicz miała być podstawową podkoszową zawodniczką, lecz w żadnym meczu nie wystąpiła i zrezygnowała z gry.

## Osiągnięcia
Na podstawie, o ile nie zaznaczono inaczej.
Drużynowe
- Mistrzyni Polski (1993, 1994 z Olimpią Poznań, 1996 z Wartą Gdynia)
- Wicemistrzyni:
  - pucharu im. Liliany Ronchetti (1993 z Olimpią Poznań)
  - Polski (1995 z Olimpią, 1997 z Fotą Gdynia)
- Brąz:
  - pucharu Europy (1994 z Olimpią)
  - mistrzostw Polski (1989, 1990, 1991, 1992 z Olimpią, 2001 ze Ślęzą Wrocław)
  - Spartakiady Młodzieży (1986)
- Zdobywczyni pucharu Polski (1997)
- Finalistka pucharu Polski (1999)

Reprezentacja
- Uczestniczka mistrzostw Europy:
  - 1991 – 6. miejsce
  - U–18 (1988 – 8. miejsce)